# Antoni Andrzejewicz
Antoni Andrzejewicz (ur. 21 maja 1837 w Kotowiecku, zm. 15 września 1907 w Zabartowie) – polski duchowny rzymskokatolicki, biskup pomocniczy gnieźnieński w latach 1890–1907.

## Życiorys
Urodził się 21 maja 1837 w Kotowiecku w rodzinie Jana, ekonoma, i Klementyny z Janiszewskich. Kształcił się wpierw w szkółkach w Jedlcu i Gołuchowie, a od 1848 do 1856 w Gimnazjum św. Marii Magdaleny w Poznaniu, gdzie zdał egzamin dojrzałości. W latach 1856–1860 odbył studia teologiczne, najpierw trzyletni kurs teologiczny w seminarium duchownym w Poznaniu, po czym roczny kurs praktyczny w seminarium duchownym w Gnieźnie. 2 czerwca 1860 przyjął święcenia diakonatu, a 8 lipca 1860 został wyświęcony na prezbitera.
W latach 1860–1865 pracował jako wikariusz w parafii w Trzemesznie, a następnie w latach 1865–1867 w parafii św. Wawrzyńca w Gnieźnie. W tym okresie był wyróżniającym kaznodzieją. W latach 1867–1875 prowadził wykłady w seminarium w Gnieźnie i zajmował w nim stanowisko subregensa, po przywróceniu działalności seminarium w 1886 został jego regensem.
W czasie kulturkampfu zaangażował się w polski ruch wyborczy. Należał do komitetu wyborczego powiatu gnieźnieńskiego i przemawiał na wiecach. Był członkiem Towarzystwa Piusa, udzielającego pomocy księżom pozbawionych urzędów, podejmował działalność duszpasterską w gnieźnieńskich parafiach, z których usunięto proboszczów. W Gnieźnie prowadził bibliotekę Towarzystwa Czytelni Ludowych. Był wieloletnim członkiem Towarzystwa Pomocy Naukowej, wspierał kształcącą się młodzież. W Żninie ufundował dom parafialny, a w Gnieźnie Dom Sierot, ustanowił także Bractwo Matek Chrześcijańskich.
23 czerwca 1890 został mianowany biskupem pomocniczym archidiecezji gnieźnieńskiej ze stolicą tytularną Philomelium. Święcenia biskupie przyjął 3 sierpnia 1890 w archikatedrze Wniebowzięcia Najświętszej Maryi Panny w Gnieźnie. Konsekrował go Leon Redner, biskup diecezjalny chełmiński, w asyście biskupów pomocniczych poznańskich: Edwarda Likowskiego i Jana Chryzostoma Janiszewskiego (brata jego matki).
Zmarł nagle 15 września 1907 w Zabartowie, gdzie przebywał na wizytacji. Pochowany został 19 września 1907 w archikatedrze gnieźnieńskiej.